# Georg Bühler
Johann Georg Bühler (født 19. juli 1837 i Hannover, død 8. april 1898, druknet ved et ulykkestilfælde på Boden-søen) var en tysk sanskritforsker. 
Bühler studerede i Göttingen, Paris og London. Han blev 1861 assistent ved dronningen af Englands privatbibliotek, 1862 assistent ved universitetsbiblioteket i Göttingen, 1863 professor i orientalske sprog ved Elphinstone College i Bombay, 1864 professor i den gamle historie sammesteds, 1866 overtilsynshavende ved sanskritstudierne i Deccan College i Punah, hvor han sammen med Franz Kielhorn grundede Bombay Sanskrit Series. I 1867 vendte han tilbage til Elphinstone College, 1868 blev han skoleinspektør for den nordlige division (Guzerat); samme år blev det ham overdraget sammen med Kielhorn (siden 1870 alene) at opsøge sanskrithåndskrifter; begge dele besørgede han med stor energi og dygtighed. I løbet af 12 år forøgedes skolernes og elevernes antal til 2 1/2 gange så mange som ved hans tiltrædelse, og han skaffede den indiske regering og de europæiske biblioteker og museer flere tusinde håndskrifter, møntsamlinger, kobberplader og så videre. Fra 1881 var han professor i indisk filologi og oldtidskundskab i Wien. 
Blandt hans værker må nævnes: A Digest of Hindu Law (sammen med Raymond West) (1867—69, 3. oplag 1884), Pañatantra (1868—69, 4. oplag 1891), Āpastamba Dharmasūtra (I—II, 1868—71, 2. oplag 1892), Daçakumāracarita (I, 1873, 2. oplag 1889), Vikramānkadevacarita (1875), Three new Edicts of Açoka (1877), Pāïyalacchi (1878), oversættelser af Āpastamba og Gautama ("Sacred Books of the East" II), Vasishṭha og Baudhāyanạ (sammesteds XIV), Manu (sammesteds XXV), katalog over sanskrithåndskrifterne i Guzerat, og beretninger om hans rejser og fund (i Journal of the Royal Asian Society), Leitfaden für den Elementarkursus des Sanskrit (1883), talrige bidrag til Indian Antiquary, Epigraphia Indica, Zeitschrift der deutschen Morgenländischen Gesellschaft (blandt andet højst vigtige bidrag til læsningen og forståelsen af Açokas edikter), Zeitschrift für die Kunde des Morgenlandes, og Wien-akademiets skrifter (særlig vigtig Über das Leben des Jainamönches Hemacandra, 1889, og Die indischen Inschriften und das Alter der indischen Kunstpoesie, 1890); On the origin of the Indian Brāhma Alphabet (2. udgave 1898). Han grundlagde 1896 det store værk Grundriss der indoarischen Philologie und Altertumskunde, hvortil indologer i alle lande bidrog, og som efter Bühlers død lededes først af Kielhorn, senere af Heinrich Lüders og Jacob Wackernagel.